# Thaba 'Nchu

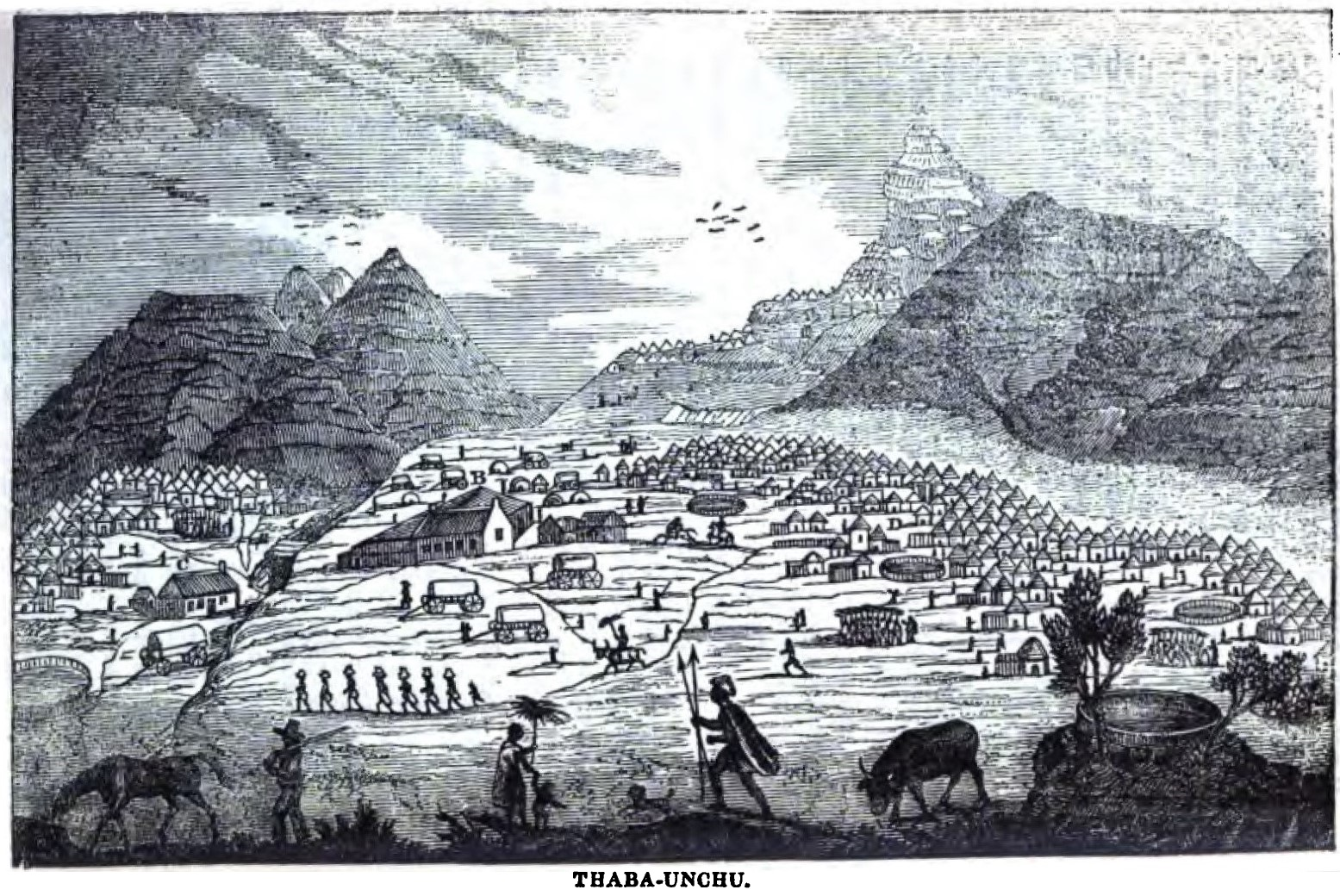
Thaba-Unchu en 1852.

Thaba 'Nchu est une ville de l'État-Libre, en Afrique du Sud ; elle est située à 60 km à l'est de Bloemfontein et à 17 km à l'est de Botshabelo. La population est majoritairement composée de Tswanas et de Basotho.
La ville a été créée dans les années 1830 et officiellement instituée en 1873. La ville crut fortement après le Natives Land Act de 1913 qui fit de Thaba 'Nchu un bantoustan pour les Tswanas. À l'époque des Voortrekkers, elle était appelée Blesberg (« la montagne chauve »).

## Histoire
Moroka II, chef du clan Boo-Seleka des Barolong (sous-groupe tswana), s'installa en cet endroit en 1833. Une décennie plus tôt, son clan avait été chassé de ses terres d'origine, sur la rivière Vaal, par le roi Mzilikazi, et avait résidé à Motlhanapitse, dans ce qui est de nos jours l'ouest de l'État-Libre. Après avoir conclu un accord avec le roi Moshoeshoe Ier, il s'était installé à Thaba 'Nchu et avait vu sa population s’augmenter d'autres Barolong chassés par Mzilikazi.
Les Tswanas acceptèrent de s'allier avec les Voortrekkers ; les premiers de ceux-ci à séjourner à cet endroit à l'occasion de leurs voyages vers le nord furent Louis Trichardt et Lang Hans van Rensburg. En conséquence, Thaba 'Nchu devint une place sûre pour les rencontres entre les dirigeants tels que Hendrik Potgieter, Piet Uys et Gerrit Maritz.
Après l'attaque et le pillage du trek de Potgieter à la bataille de Vegkop, Moroka II se porta à son secours avec des bœufs de trait et une grande quantité de provisions. Les Boers purent ainsi retourner se réfugier dans un camp à Thaba 'Nchu, appelé Moroka's Hoek. Le chef Boer se concerta avec les chefs Barolong, Moroka et Tauana ; ils formèrent une alliance Boer-Barolong-griquas qui mit rapidement en déroute le roi Mzilikazi, qui partit fonder le Matabeleland.
Thaba 'Nchu fut considéré comme un État indigène amical par les Boers de l'État libre d'Orange, institué en 1854. Il fut un territoire non belligérant durant la guerre qui opposa les Basothos à l'État libre d'Orange (en 1858 et 1865−1868), à l'occasion de laquelle les Basotho furent expulsés des environs.
Durant la période de l'apartheid, elle fit partie du bantoustan de Bophuthatswana, gouverné de jure par le président Lucas Mangope. Elle était alors dévolue au commerce. Après la création d'un hôtel et d'un casino par l'entreprise Sun International, la ville devint une attraction touristique majeure de l'État-Libre, grâce à la proximité de Bloemfontein.
La ville est aussi connue pour ses vêtements de laine tricotés à la main par les artisans locaux.

## Géographie
La ville est au pied des montagnes du Lesotho, zone qui accueille une faune, notamment une avifaune, riche et variée. À proximité se trouve la réserve Maria Moroka qui doit son nom à une personnalité locale de la ville, le Dr Maria Moroka. Un sentier de randonnée passe aux environs ; on trouve aussi un site Tswana traditionnel et divers aménagements pour des activités dans la réserve. La plupart des terres sont arables, utilisées à large échelle pour l'agriculture commerciale et domestique. 
Le climat est caractérisé par des hivers très froids et secs, et des étés parfois humides.

## Personnalités
- Ellen Kuzwayo y est née en 1914.